# 松平光雄
松平 光雄（まつだいら みつお）は、信濃松本藩の第2代藩主。戸田松平家7代。

## 生涯
享保元年（1716年）8月22日、山城淀藩主・松平光煕の五男として山城淀城で生まれる。享保17年（1732年）10月5日、兄で松本藩主（光煕の跡を継いだのち、鳥羽藩を経て転封していた）の光慈が死去したため、その末期養子として家督を継ぐ。10月15日、将軍徳川吉宗に御目見する。12月16日に従五位下・丹波守に叙位・任官する。
碓氷関・福島関の女手形の発行事務は、前藩主の水野家が改易された後は高遠藩主に移っていたが、享保20年（1735年）には再び松本藩主の任となって明治維新まで続いた。寛保3年（1743年）11月26日、幕府領塩尻陣屋廃止に伴い筑摩、佐久、伊那、小県の4郡のうち159か村、5万3290石を預地とする（のちに佐久、小県13000石は中之条陣屋に引き渡す）。
宝暦6年（1756年）11月1日に江戸呉服橋邸で死去した。享年41。跡を長男の光徳が継いだ。

## 系譜
父母
- 松平光煕（実父）
- 小野氏 ー 側室（実母）
- 松平光慈（養父）

正室
- 冨 ー 佐竹義峯の娘

側室
- 石縛氏
- 村岡氏
- 三輪氏
- 太田氏
- 久田氏
- 大橋氏
- 田村氏
- 谷口氏
- 小芦氏
- 山本氏

子女
- 松平光徳（長男）生母は石縛氏（側室）
- 松平光和（六男）生母は久田氏（側室）
- 一柳直住（七男）生母は田村氏（側室）
- 松平光悌（八男）生母は谷口氏（側室）
- 松平信直正室、生母は太田氏（側室）
- 今城定興室、生母は村岡氏（側室）
- 石川総英正室、生母は太田氏（側室）
- 成瀬正典正室、生母は三輪氏（側室）
- 野々山和義室、生母は大橋氏（側室）
- 松平忠告正室、生母は小芦市（側室）
- 本多忠直正室、生母は山本氏（側室）